# Siegfried Pilz (Radsportler)
Siegfried Pilz (* 16. April 1925 in  Leutersdorf; † 3. Oktober 2011 in Ahnatal ) war ein deutscher Kunstradfahrer. Im Zweier-Kunstradfahren belegte er zusammen mit seinem Partner Johannes Heinitz:

## Karriere
- 1940 den 3. Platz bei den Deutschen Jugendmeisterschaften in Erfurt,
- 1941 den 2. Platz bei den Deutschen Jugendmeisterschaften in Stuttgart sowie
- 1942 den 1. Platz bei den Deutschen Jugendmeisterschaften in Frankfurt am Main.

Nach dem Zweiten Weltkrieg zog es ihn nach Kassel. Dort war er maßgeblich am Aufbau des Radsportvereins RSC Weimar-Ahnatal beteiligt.
Hier erzielte sein Sohn weitere große Erfolge.
Das Übungsgerät zum Erlernen des Steigerfahrens, auch „Pilz“ genannt, hat er erfunden und ein Patent darauf angemeldet.